# سعدآباد (زاوه)
سعدآباد روستایی در دهستان صفائیه بخش مرکزی شهرستان زاوه استان خراسان رضوی ایران است. بر پایه سرشماری عمومی نفوس و مسکن در سال ۱۳۹۰ جمعیت این روستا ۵۸۱ نفر (در ۱۸۱ خانوار) بوده است.